# Brauwasser
Brauwasser ist speziell für das Brauen von Bier aufbereitetes Wasser, das für die Herstellung der Würze verwendet wird.

## Unterschiede
Die Qualität und Zusammensetzung des Brauwassers ist ausschlaggebend für die Charakteristik eines Biers, weshalb Biere aus unterschiedlichen Regionen sich früher geschmacklich deutlich voneinander unterschieden. Heute ist dies aufgrund verschiedener Aufbereitungsmethoden kaum noch der Fall. Ein entscheidendes Kriterium ist der Mineralstoffgehalt des Brauwassers, der einen wesentlichen Beitrag zur Qualität von Bieren leistet. Auch der pH-Wert spielt hierbei eine wichtige Rolle.